# Équipe d'Israël de football
Cet article traite de l'équipe masculine. Pour l'équipe féminine, voir Équipe d'Israël féminine de football.
Maillots
L'équipe d'Israël de football (hébreu : נבחרת ישראל בכדורגל) est constituée par une sélection des meilleurs joueurs israéliens sous l'égide de la Fédération d'Israël de football.

## Histoire

### Les débuts de la Palestine mandataire (1934-1948)
La Palestine, sous mandat britannique, joua son premier match officiel en 1934, dans le cadre des qualifications pour la Coupe du monde 1934, contre l’Égypte. Ce match se solda par une défaite 7 buts à 1 et le premier buteur de l’histoire du football israélien fut Avraham Nudelmann.

### Les débuts d'Israël (1948-1954)
Avec la création de l’État d’Israël en 1948, se crée l’équipe nationale d’Israël qui disputa son premier match international en tant que nouveau pays contre les États-Unis, le 26 septembre 1948, le match se soldant par une victoire des Américains sur Israël 3 buts à 1.

### Israël au sein de la Confédération asiatique (1954-1974)
En 1964, après deux finales perdues en 1956 et 1960 (toutes deux perdues face à la Corée du Sud), Israël remporte la Coupe d'Asie des nations de football chez elle en 1964. Il s'agit là du seul titre à leur palmarès. En 1968, l'équipe finit troisième. Pour son unique participation en phase finale de la Coupe du monde de football en 1970, au Mexique, l’expérience se solde par deux matchs nuls contre l’Italie et la Suède et une défaite contre l’Uruguay.
Lors de la compétition de football des Jeux asiatiques de 1974, la Corée du Nord et le Koweït refusent de jouer les matchs du deuxième tour contre Israël,.

### Israël, une sélection sans confédération (1974-1994)
Le 15 septembre 1974, Israël fut exclu des compétitions de la Confédération asiatique de football (AFC) à la suite d'une proposition du Koweït adoptée après un vote (17 pour, 13 contre et 6 abstentions). De 1974 à 1994, Israël n’est ainsi affiliée à aucune confédération en raison du refus des pays arabes de jouer contre des Israéliens. Durant cette période, la sélection israélienne ne joue par conséquent aucune compétition continentale mais, étant toujours reconnue par la FIFA, parvient à disputer les éliminatoires de la Coupe du monde et de façon systématique grâce à l'obtention d'un titre de membre provisoire au sein de plusieurs confédérations. Tout d'abord au sein de l'OFC où elle y restera de 1974 à 1979 puis au sein de l'UEFA de 1980 à 1984, avant de revenir à nouveau dans les rangs de la confédération océanienne de 1985 à 1991.
Pour la Coupe du monde 1982, Israël joue les éliminatoires de l'UEFA, et termine le tournoi à la dernière place du groupe 6 avec seulement une victoire en huit matches. Israël participe aux qualifications pour les Coupes du monde 1986 et 1990 dans la zone océanienne,. En 1988, Israël gagne contre Taïwan 9 buts à 0, ce qui est sa plus large victoire. En 1989, Israël joue les matchs de barrages de la Coupe du monde 1990, en terminant première du groupe de pré-qualification de la zone Océanie, mais perd contre la Colombie (1-0 ; 0-0). En 1991, Israël fait une ultime volte-face vers l'UEFA pour une dernière période transitoire jusqu'en 1994.

### Israël au sein de l’UEFA (depuis 1994)
Depuis 1991, les clubs israéliens peuvent participer aux compétitions européennes. En 1994, Israël est affiliée à l’UEFA. Le 8 septembre 1999, durant la phase de qualification pour l'Euro 2000, elle établit sa deuxième plus large victoire : 8-0, contre Saint-Marin. Elle échoue cependant aux barrages contre le Danemark. Le 13 février 2002, Israël subit sa plus grosse défaite contre l’Allemagne 7-1. Israël manque de peu la qualification pour la Coupe du monde en Allemagne, terminant troisième derrière la France et la Suisse (avec 4 victoires et 6 matchs nuls mais une différence de buts défavorable pour Israël, +11 pour la Suisse et +5 pour Israël). Israël termine quatrième de son groupe des qualifications pour l’Euro 2008, dans un groupe comportant la Russie, la Croatie et l’Angleterre.

#### Qualifications pour la Coupe du monde 2010
Fraîchement motivée après son encourageante quatrième place et ses bons résultats face à de grosses équipes aux éliminatoires de l'Euro 2008 et connaissant le meilleur classement FIFA de son histoire, Israël essaye de se qualifier, pour ce qui serait sa deuxième Coupe du monde, dans un groupe qui comprend la Grèce, la Suisse, la Lettonie, la Moldavie et le Luxembourg. Elle commence sa campagne sud-africaine le 6 septembre 2008, au Stade Ramat-Gan contre la Suisse. Les Suisses mènent alors 0-2 à la suite d'un but sur coup franc de Hakan Yakin et un but de Blaise Nkufo, quand Yossi Benayoun et Ben Sahar viennent égaliser dans les 19 dernières minutes du match. Le match se solde sur le score nul de 2-2. Les Israéliens s'imposent ensuite 2-1 en Moldavie, grâce à des réalisations d'Omer Golan et de Klemi Saban, puis 3-1 au Luxembourg cette fois-ci grâce à Yossi Benayoun sur pénalty, Omer Golan et Salim Toama. Les deux derniers résultats sont des matchs nuls en Lettonie 1 but partout, avec une égalisation Lettone à la 89e minute et à Tel-Aviv face à la Grèce sur le même score. Le match retour en Grèce est fatal pour les joueurs de Dror Kashtan, puisque ces derniers s'inclinent 2-1, rétrogradant à la quatrième place de leur groupe. Puis ils perdent à domicile face à la Lettonie ; battent le modeste Luxembourg et arrachent en dernière journée un match nul symbolique en Suisse face à une équipe à laquelle ce nul suffit pour assurer sa première place. Israël finit quatrième de son groupe avec 16 points derrière la Grèce, la Suisse et la Lettonie.

#### Israël depuis 2010
Israël par la suite ne se qualifie pour aucune phase finale de Coupe du monde ou de Championnat d'Europe et réalise des performances irrégulières durant les phases qualificatives auxquelles elle participe, alternant le bon et le moins bon. Toutefois à l'occasion des éliminatoires de l'Euro 2020 elle se rapproche tout près d'une qualification historique. En effet, bien qu'elle ne termine qu'à la cinquième et avant-dernière place de son groupe de qualification particulièrement homogène, Israël obtient le droit de disputer les barrages du fait de sa position lors de l'édition 2018-2019 de Ligue des nations et doit disputer d'abord une demi-finale de barrage de la voie C en Écosse. La partie est serrée et les Israéliens sont finalement éliminés à l'issue de la séance de tirs au but après un résultat nul et vierge durant le temps réglementaire et les prolongations (0-0, 3 t.a.b. à 5), Eran Zahavi ayant manqué le premier tir israélien.
Promue en Ligue B lors de l'édition 2020-2021 de Ligue des nations sans avoir terminé en tête de son groupe lors de la précédente édition grâce au changement de format décidé ultérieurement par l'UEFA, Israël assure son maintien en terminant 3e et avant-dernière de sa poule avec un bilan équilibré de 2 victoires, 2 nuls et 2 défaites. Lors de l'édition 2022-2023 de Ligue des nations, Israël termine première de son groupe composé de trois équipes (la Russie qui aurait dû y prendre part étant exclue des compétitions européennes et internationales en raison de son agression contre l'Ukraine) à la faveur de 2 victoires sur l'Albanie (2-1 à l'aller comme au retour) et de 2 matchs nuls contre l'Islande (2-2 à chaque fois), synonyme de promotion en Ligue A pour l'édition 2024-2025.
Lors des éliminatoires de l'Euro 2024, Israël est à nouveau éliminé au stade des barrages comme pour l'édition précédente. En effet, elle termine troisième de son groupe de qualifications et voit sa place en barrages assurée grâce à son statut de vainqueur de groupe lors de la Ligue des nations 2022-2023. Opposée à l'Islande en demi-finale des barrages de la voie B, elle ouvre le score par Eran Zahavi à la 31e minute sur penalty mais ne conserve pas son avantage et est lourdement battue (1-4) ; les tournants du match sont l'exclusion directe de Roy Revivo à la 73e minute pour une faute grossière puis le penalty raté par Eran Zahavi 7 minutes après ce carton rouge alors que le score était de 1-2.

## Résultats

### Palmarès
Le tableau suivant liste le palmarès de l'équipe d'Israël de football dans les différentes compétitions internationales officielles.
| Coupe du monde                                                                 | Compétitions continentales                                                        |
| ------------------------------------------------------------------------------ | --------------------------------------------------------------------------------- |
| - Coupe du monde (1 participation) : - Groupe 1er tour (1/8e de finale) : 1970 | - Coupe d'Asie (4 participations) : - Vainqueur : 1964 - Finaliste : 1956 et 1960 |

### Parcours en Coupe du monde
| Année | Position      |      | Année         | Position |                       | Année | Position |
| 1930  | Inexistante   | 1974 | Non qualifiée | 2010     | Non qualifiée         |       |          |
| 1934  | Non qualifiée | 1978 | Non qualifiée | 2014     | Non qualifiée         |       |          |
| 1938  | Non qualifiée | 1982 | Non qualifiée | 2018     | Non qualifiée         |       |          |
| 1950  | Non qualifiée | 1986 | Non qualifiée | 2022     | Non qualifiée         |       |          |
| 1954  | Non qualifiée | 1990 | Non qualifiée | 2026     | Éliminatoire en cours |       |          |
| 1958  | Non qualifiée | 1994 | Non qualifiée | 2030     | À venir               |       |          |
| 1962  | Non qualifiée | 1998 | Non qualifiée | 2034     | À venir               |       |          |
| 1966  | Non qualifiée | 2002 | Non qualifiée |          |                       |       |          |
| 1970  | 1er tour      | 2006 | Non qualifiée |          |                       |       |          |

### Parcours en Coupe d'Asie
| Année | Position                      |      | Année                         | Position |                  | Année | Position |
| 1956  | 2e                            | 1984 | Membre d'aucune confédération | 2011     | Membre de l'UEFA |       |          |
| 1960  | 2e                            | 1988 | Membre d'aucune confédération | 2015     | Membre de l'UEFA |       |          |
| 1964  | Vainqueur                     | 1992 | Membre d'aucune confédération | 2019     | Membre de l'UEFA |       |          |
| 1968  | 3e                            | 1996 | Membre de l'UEFA              | 2023     | Membre de l'UEFA |       |          |
| 1972  | Non qualifiée                 | 2000 | Membre de l'UEFA              | 2027     | Membre de l'UEFA |       |          |
| 1976  | Membre d'aucune confédération | 2004 | Membre de l'UEFA              |          |                  |       |          |
| 1980  | Membre d'aucune confédération | 2007 | Membre de l'UEFA              |          |                  |       |          |

| Phase finale | Phase finale | Phase finale | Phase finale | Phase finale | Phase finale | Phase finale | Phase finale |                                        | Qualifications                         | Qualifications                         | Qualifications                         | Qualifications                         | Qualifications                         | Qualifications |
| Année        | Résultat     | J            | G            | N            | P            | bp           | bc           | J                                      | G                                      | N                                      | P                                      | bp                                     | bc                                     |                |
| ------------ | ------------ | ------------ | ------------ | ------------ | ------------ | ------------ | ------------ | -------------------------------------- | -------------------------------------- | -------------------------------------- | -------------------------------------- | -------------------------------------- | -------------------------------------- | -------------- |
| 1956         | Finaliste    | 3            | 2            | 0            | 1            | 6            | 5            | 0                                      | 0                                      | 0                                      | 0                                      | 0                                      | 0                                      |                |
| 1960         | Finaliste    | 3            | 2            | 0            | 1            | 6            | 4            | 6                                      | 3                                      | 2                                      | 1                                      | 10                                     | 8                                      |                |
| 1964         | Vainqueur    | 3            | 3            | 0            | 0            | 5            | 1            | Qualifié en tant que pays organisateur | Qualifié en tant que pays organisateur | Qualifié en tant que pays organisateur | Qualifié en tant que pays organisateur | Qualifié en tant que pays organisateur | Qualifié en tant que pays organisateur |                |
| 1968         | 3e           | 4            | 2            | 0            | 2            | 11           | 5            | Qualifié en tant que tenant du titre   | Qualifié en tant que tenant du titre   | Qualifié en tant que tenant du titre   | Qualifié en tant que tenant du titre   | Qualifié en tant que tenant du titre   | Qualifié en tant que tenant du titre   |                |
| Total        | 1 titre      | 13           | 9            | 0            | 4            | 28           | 15           | 6                                      | 3                                      | 2                                      | 1                                      | 10                                     | 8                                      |                |

### Parcours en Championnat d'Europe
| Année | Position                      |      | Année                         | Position |               | Année | Position |
| 1960  | Membre de l'AFC               | 1988 | Membre d'aucune confédération | 2016     | Non qualifiée |       |          |
| 1964  | Membre de l'AFC               | 1992 | Membre d'aucune confédération | 2020     | Non qualifiée |       |          |
| 1968  | Membre de l'AFC               | 1996 | Non qualifiée                 | 2024     | Non qualifiée |       |          |
| 1972  | Membre de l'AFC               | 2000 | Non qualifiée                 | 2028     | À venir       |       |          |
| 1976  | Membre d'aucune confédération | 2004 | Non qualifiée                 | 2032     | À venir       |       |          |
| 1980  | Membre d'aucune confédération | 2008 | Non qualifiée                 |          |               |       |          |
| 1984  | Membre d'aucune confédération | 2012 | Non qualifiée                 |          |               |       |          |

### Parcours en Ligue des nations
| Édition   | Ligue | Phase de Groupe | Phase de Groupe | Phase de Groupe | Phase de Groupe | Phase de Groupe | Phase de Groupe | Phase de Groupe | Phase finale | Phase finale  | Phase finale  | Phase finale  | Phase finale  | Phase finale  | Phase finale  | Phase finale  |
| Édition   | Ligue | Class.          | M               | V               | N               | D               | bp              | bc              | Pays hôte    | Résultat      | M             | V             | N             | D             | bp            | bc            |
| --------- | ----- | --------------- | --------------- | --------------- | --------------- | --------------- | --------------- | --------------- | ------------ | ------------- | ------------- | ------------- | ------------- | ------------- | ------------- | ------------- |
| 2018-2019 | C     | 2/3             | 4               | 2               | 0               | 2               | 6               | 5               | 2019         | Inéligible    | Inéligible    | Inéligible    | Inéligible    | Inéligible    | Inéligible    | Inéligible    |
| 2020-2021 | B     | 3/4             | 6               | 2               | 2               | 2               | 7               | 7               | 2021         | Inéligible    | Inéligible    | Inéligible    | Inéligible    | Inéligible    | Inéligible    | Inéligible    |
| 2022-2023 | B     | 1/4             | 4               | 2               | 2               | 0               | 8               | 6               | 2023         | Inéligible    | Inéligible    | Inéligible    | Inéligible    | Inéligible    | Inéligible    | Inéligible    |
| 2024-2025 | A     | 4/4             | 6               | 1               | 1               | 4               | 5               | 13              | 2025         | Non qualifiée | Non qualifiée | Non qualifiée | Non qualifiée | Non qualifiée | Non qualifiée | Non qualifiée |
| Total     | Total | Total           | 20              | 7               | 5               | 8               | 26              | 31              | Total        | Total         | 0             | 0             | 0             | 0             | 0             | 0             |

## Infrastructures
Le premier match à domicile de l'équipe nationale de football d'Israël a eu lieu à Palms Ground le 6 avril 1934 contre l'Égypte lors d'un match de qualification pour la Coupe du monde 1934. Avant la formation d'Israël, ils ont également joué au Maccabi Ground pour les éliminatoires de la Coupe du Monde de la FIFA 1938 et au stade Maccabiah. La première équipe nationale à représenter le nouvel État d'Israël en 1948 avait joué au stade Ramat Gan dans le cadre des qualifications pour la Coupe du Monde de la FIFA 1954, devant 55 000 spectateurs. Le stade Ramat Gan restera le stade d'Israël jusqu'en 2013.
Depuis la construction du stade Sammy Ofer à Haïfa, du stade Teddy à Jérusalem, du stade Turner à Beer Sheva, du stade de Netanya à Netanya et du stade Bloomfield à Tel Aviv. L'équipe nationale d'Israël a alterné ses matches officiels à domicile entre ces cinq derniers.

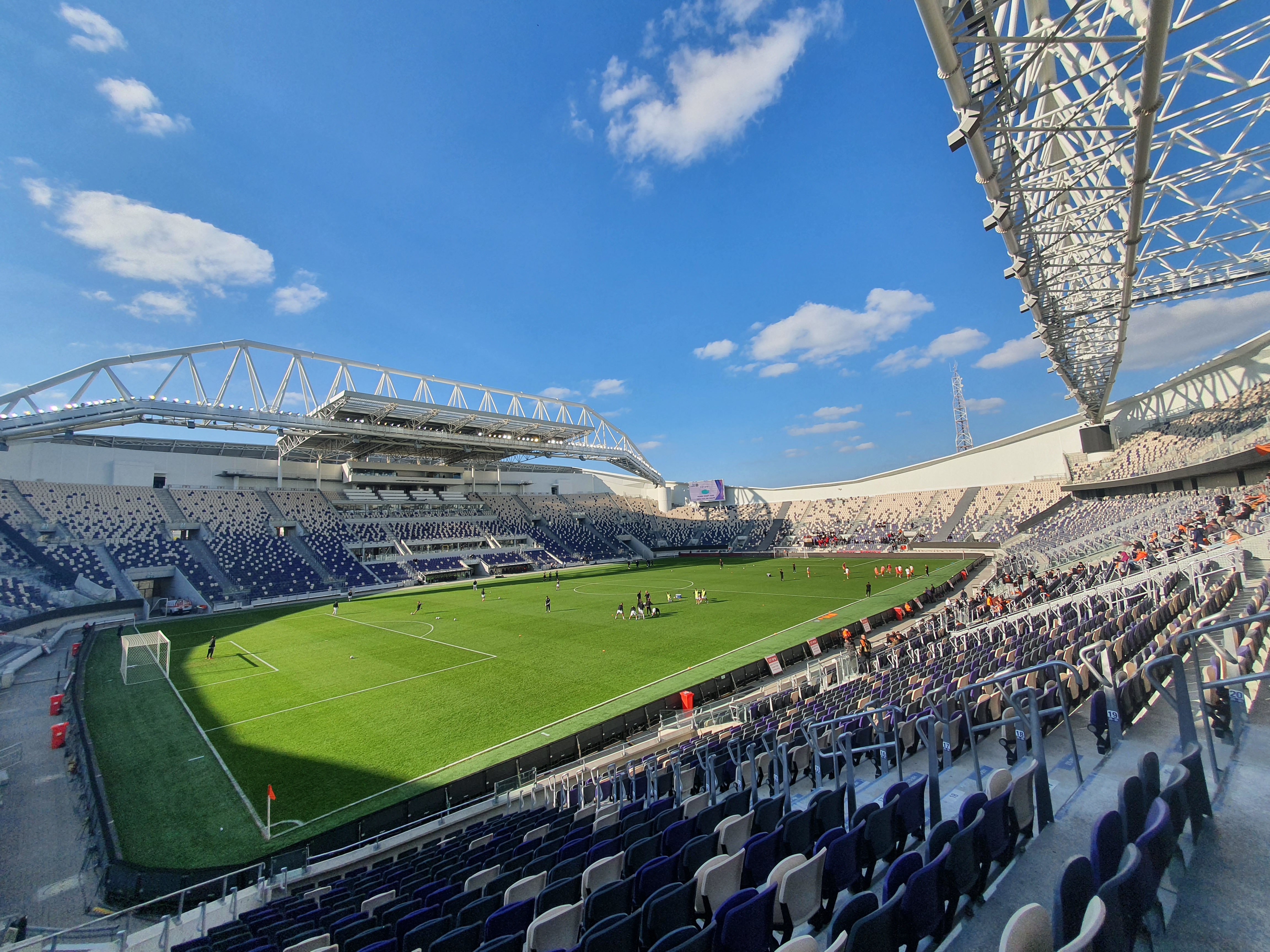
Stade Bloomfield
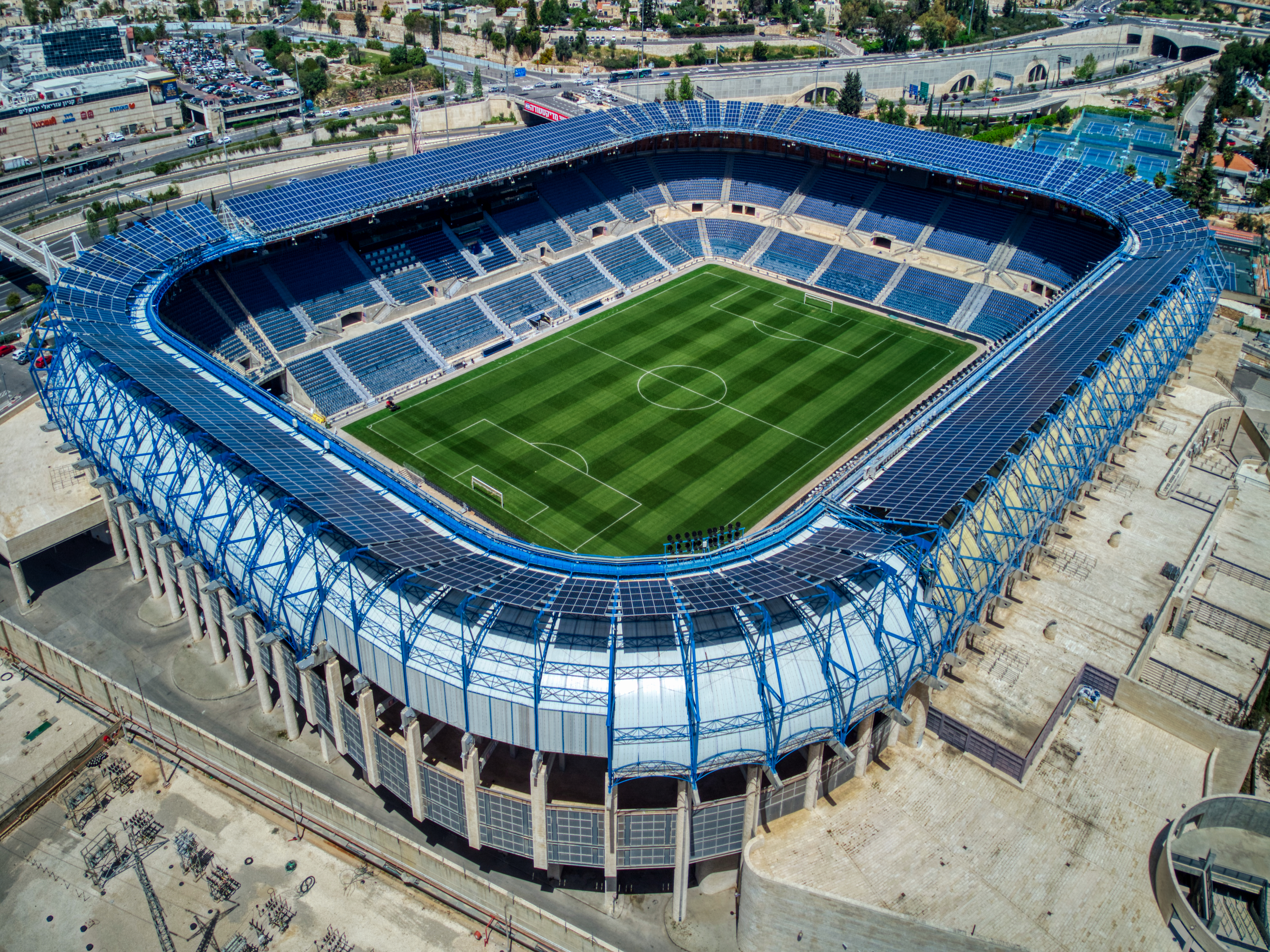
Stade Teddy
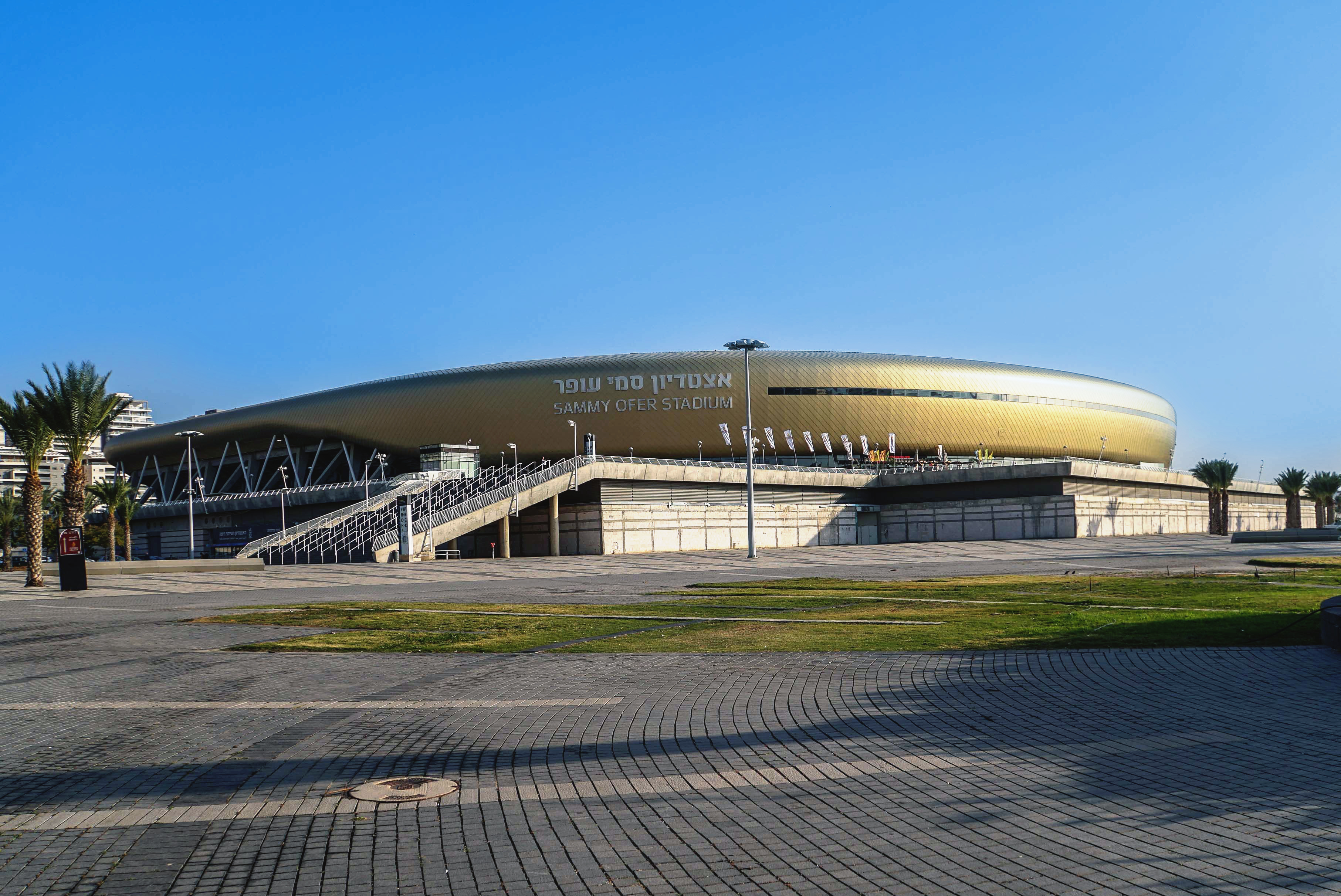
Stade Sammy Ofer
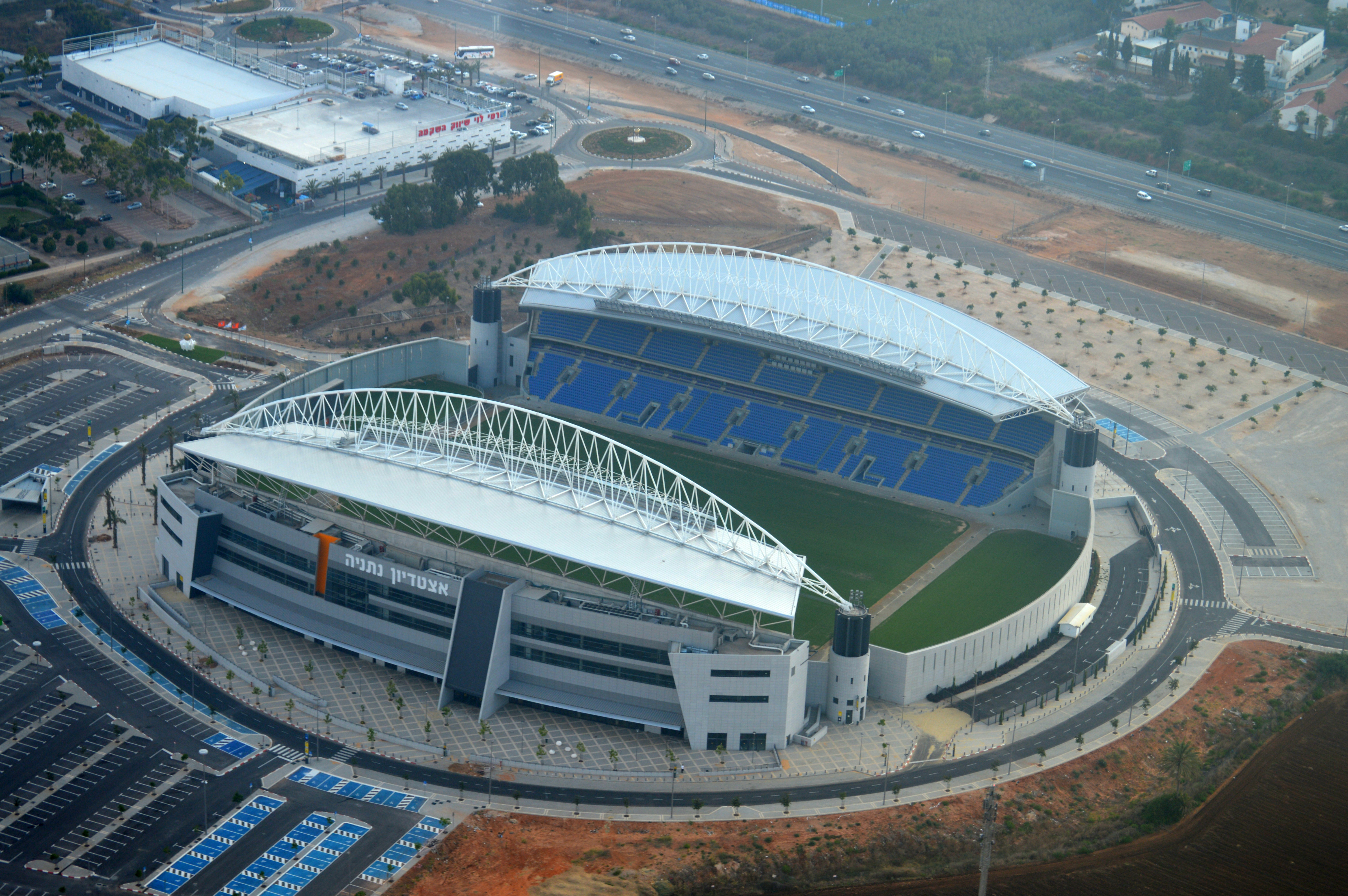
Stade de Netanya
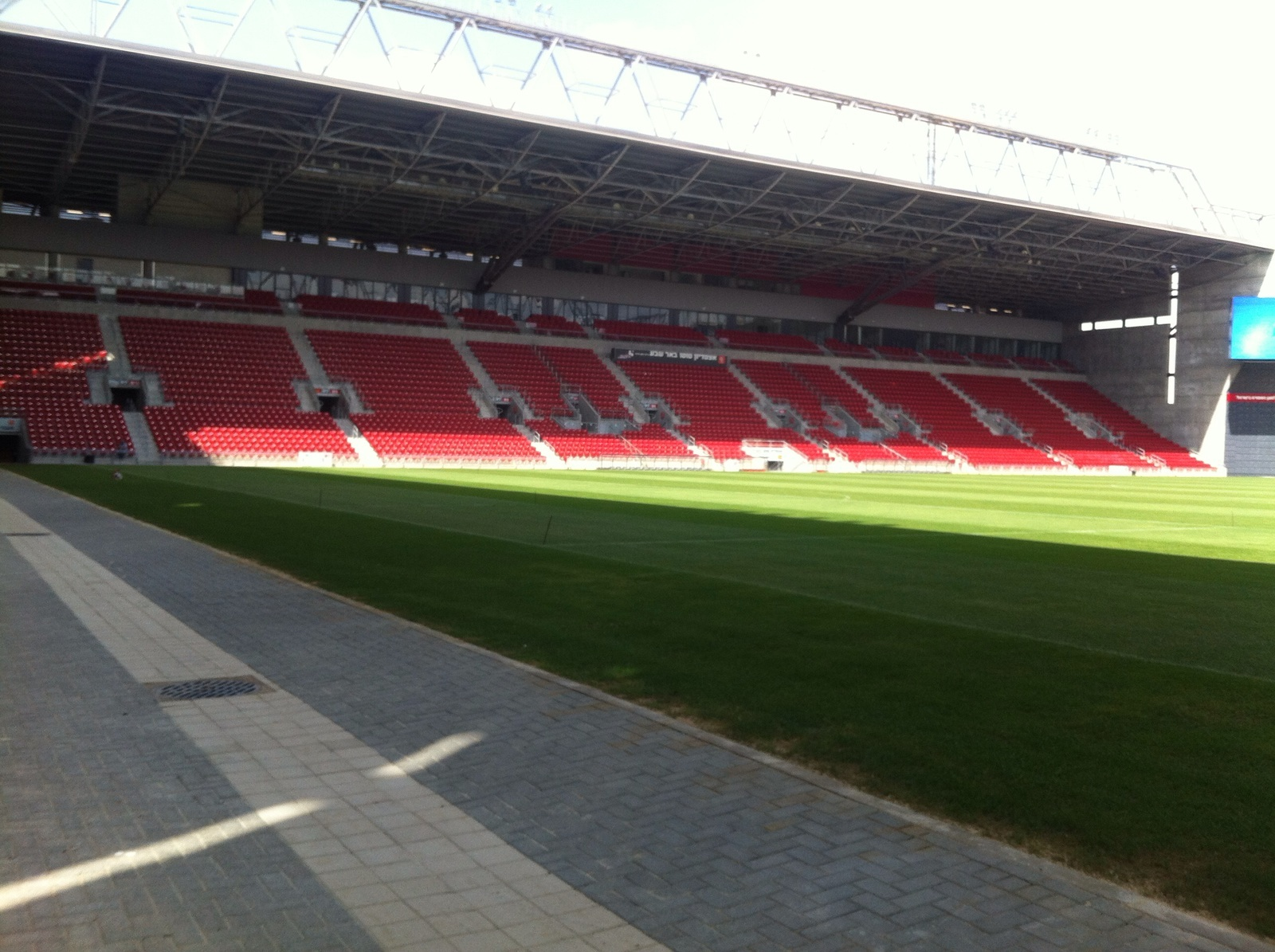
Stade Turner

## Composition

### Joueurs

#### Joueurs importants
Les tableaux suivants donnent une vue d'ensemble des joueurs les plus capés et des meilleurs buteurs de la sélection :
| Sélections | Joueur         | Période   | Buts |
| ---------- | -------------- | --------- | ---- |
| 101        | Yossi Benayoun | 1998-2017 | 23   |
| 95         | Tal Ben Haim   | 2002-2017 | 2    |
| 94         | Arik Benado    | 1995-2007 | 0    |
| 88         | Alon Harazi    | 1992-2006 | 1    |
| 88         | Bibras Natkho  | 2010-2023 | 4    |
| 85         | Amir Schelach  | 1992-2001 | 0    |
| 80         | Avi Nimni      | 1992-2005 | 17   |
| 78         | Eyal Berkovic  | 1992-2004 | 9    |
| 78         | Dudu Aouate    | 1999-2013 | 0    |
| 77         | Tal Banin      | 1990-2003 | 12   |

| Buts | Joueur              | Période    | Sélections |
| ---- | ------------------- | ---------- | ---------- |
| 34   | Eran Zahavi         | 2010- 2021 | 73         |
| 24   | Mordechai Spiegler  | 1964-1977  | 57         |
| 23   | Ronen Harazi        | 1992-1999  | 52         |
| 23   | Yossi Benayoun      | 1998-2017  | 101        |
| 19   | Nahum Stelmach      | 1956-1968  | 45         |
| 17   | Alon Mizrahi        | 1992-2001  | 37         |
| 17   | Tomer Hemed         | 2011-2019  | 38         |
| 17   | Eli Ohana           | 1984-1997  | 50         |
| 17   | Avi Nimni           | 1992-2005  | 80         |
| 15   | Yehoshua Feigenbaum | 1966-1977  | 36         |
| 15   | Moanes Dabour       | 2014-2022  | 40         |

#### Sélection actuelle
Sélections et buts actualisés en mars 2025

### Sélectionneurs
| Entraîneur       | Période   | M  |
| ---------------- | --------- | -- |
| Shlomo Scharf    | 1992-1999 | 85 |
| David Schweitzer | 1973-1977 | 36 |
| Avram Grant      | 2002-2006 | 33 |
| Dror Kashtan     | 2006-2010 | 32 |

| Sélectionneur | Période | Matchs | Gagnés | Nuls | Perdus | Gagnés % |
| ------------- | ------- | ------ | ------ | ---- | ------ | -------- |
| Shimon Ratner | 1934    | 2      | 0      | 0    | 2      | 0        |
| Egon Pollack  | 1938    | 2      | 0      | 0    | 2      | 0        |
| Arthur Baar   | 1940    | 1      | 1      | 0    | 0      | 100      |

| Sélectionneur                   | Période                     | Matchs | Gagnés | Nuls | Perdus | Gagnés % |
| ------------------------------- | --------------------------- | ------ | ------ | ---- | ------ | -------- |
| Egon Pollack                    | 1948                        | 1      | 0      | 0    | 1      | 0        |
| Lajos Hess                      | 1949                        | 3      | 1      | 0    | 2      | 33,33    |
| László Székely                  | 1950                        | 2      | 1      | 0    | 1      | 50       |
| Moshe Beit haLevi               | 1953-1954                   | 5      | 0      | 0    | 5      | 0        |
| Jack Gibbons                    | 1956                        | 5      | 2      | 0    | 3      | 40       |
| Moshe Beit haLevi               | 1957                        | 1      | 0      | 0    | 1      | 0 %      |
| Moshe Varon                     | 1958                        | 5      | 2      | 0    | 3      | 40       |
| Gyula Mándi                     | 1959-1963                   | 31     | 12     | 7    | 12     | 38,71    |
| George Ainsley                  | 1963-1964                   | 3      | 2      | 0    | 1      | 66,67    |
| Yosef Mirmovich                 | 1964                        | 1      | 0      | 0    | 1      | 0        |
| Gyula Mándi                     | 1964                        | 3      | 3      | 0    | 0      | 100      |
| Yosef Mirmovich                 | 1964-1965                   | 3      | 1      | 0    | 2      | 33,33    |
| Milovan Ćirić                   | 1965-1968                   | 25     | 8      | 2    | 15     | 32       |
| Emmanuel Scheffer               | 1968-1970                   | 24     | 8      | 8    | 8      | 33,33    |
| Edmond Schmilovich              | 1970-1973                   | 19     | 10     | 4    | 5      | 52,63    |
| David Schweitzer                | 1973-1977                   | 36     | 17     | 11   | 8      | 47,22    |
| Emmanuel Scheffer               | 1978-1979                   | 13     | 5      | 4    | 4      | 38,46    |
| Jack Mansell                    | 1980-1981                   | 10     | 2      | 3    | 5      | 20       |
| Yosef Mirmovich                 | 1983-1986                   | 27     | 8      | 9    | 10     | 46.3     |
| Miljenko Mihić                  | 1986-1988                   | 20     | 4      | 5    | 11     | 29,63    |
| Itzhak Schneor Ya'akov Grundman | 1988-1992                   | 18     | 5      | 5    | 8      | 27,78    |
| Shlomo Scharf                   | 1992-2000                   | 82     | 31     | 18   | 33     | 37,8     |
| Richard Møller Nielsen          | 2000-2002                   | 20     | 7      | 4    | 9      | 35       |
| Avram Grant                     | 2002-2006                   | 33     | 14     | 13   | 6      | 42,42    |
| Dror Kashtan                    | 2006-2010                   | 31     | 15     | 10   | 6      | 48,39    |
| Eli Ohana (intérim)             | 2010                        | 1      | 1      | 0    | 0      | 100      |
| Luis Fernandez                  | 2010-2011                   | 15     | 6      | 1    | 8      | 40       |
| Eli Guttman                     | 2011-2015                   | 29     | 8      | 7    | 14     | 27,59    |
| Alon Hazan (intérim)            | 2016                        | 1      | 0      | 0    | 1      | 0        |
| Elisha Levy                     | 2016-2017                   | 10     | 4      | 1    | 5      | 40       |
| Alon Hazan (intérim)            | 2018                        | 1      | 0      | 0    | 1      | 0        |
| Andreas Herzog                  | 2018-2019                   | 16     | 6      | 2    | 8      | 37,5     |
| Willibald Ruttensteiner         | 2020-7 février 2022         | 19     | 8      | 3    | 8      | 42,11    |
| Marco Balbul (intérim),         | 7 février 2022-17 mars 2022 | 0      | 0      | 0    | 0      |          |
| Gadi Brumer (intérim),          | 17 mars 2022-29 mars 2022   | 2      | 0      | 1    | 1      | 0        |
| Alon Hazan                      | 8 mai 2022-27 mars 2024     | 18     | 7      | 5    | 6      | 38,89    |
| Ran Ben Shimon                  | depuis le 23 mai 2024       | 12     | 5      | 1    | 6      | 41,67    |

## Statistiques
Du 16 mars 1934 au 24 mars 2018, l'équipe israélienne a joué 489 matchs pour un bilan de 180 victoires, 112 matchs nuls et 197 défaites. Elle a marqué 741 buts et en a encaissé 713.

### Adversaires les plus fréquents
| Adversaire      | Joués | Victoires | Matchs nuls | Défaites | Buts pour | Buts contre | Différence |
| --------------- | ----- | --------- | ----------- | -------- | --------- | ----------- | ---------- |
| Roumanie        | 24    | 5         | 7           | 12       | 24        | 36          | -12        |
| Chypre          | 17    | 10        | 3           | 4        | 37        | 23          | +14        |
| Grèce,          | 17    | 2         | 5           | 10       | 18        | 27          | -9         |
| Australie,      | 15    | 3         | 8           | 4        | 16        | 16          | 0          |
| Autriche        | 13    | 3         | 4           | 6        | 25        | 26          | -1         |
| Pologne         | 12    | 2         | 3           | 7        | 15        | 28          | -13        |
| Suède           | 12    | 1         | 4           | 7        | 9         | 26          | -17        |
| France          | 11    | 1         | 5           | 5        | 7         | 19          | -12        |
| Danemark        | 10    | 1         | 0           | 9        | 4         | 25          | -21        |
| Écosse          | 10    | 2         | 3           | 5        | 10        | 14          | -4         |
| Irlande du Nord | 10    | 1         | 5           | 4        | 8         | 14          | -6         |
| Russie          | 10    | 3         | 3           | 4        | 13        | 17          | -4         |

### Classement FIFA
| Année              | 1993 | 1994 | 1995 | 1996 | 1997 | 1998 | 1999 | 2000 | 2001 | 2002 | 2003 | 2004 | 2005 | 2006 | 2007 | 2008 | 2009 | 2010 | 2011 | 2012 | 2013 | 2014 | 2015 | 2016 | 2017 | 2018 | 2019 | 2020 | 2021 | 2022 | 2023 | 2024 |
| ------------------ | ---- | ---- | ---- | ---- | ---- | ---- | ---- | ---- | ---- | ---- | ---- | ---- | ---- | ---- | ---- | ---- | ---- | ---- | ---- | ---- | ---- | ---- | ---- | ---- | ---- | ---- | ---- | ---- | ---- | ---- | ---- | ---- |
| Classement mondial | 57   | 42   | 42   | 52   | 61   | 43   | 26   | 41   | 49   | 46   | 51   | 48   | 44   | 44   | 26   | 18   | 26   | 50   | 37   | 78   | 63   | 32   | 69   | 55   | 98   | 90   | 93   | 87   | 78   | 76   | 75   | 76   |

## Problèmes politiques
En 1974, l'équipe israélienne est exclue de la Confédération asiatique de football. Dès lors, les pays arabes et plus tard l'Iran refuseront de jouer contre Israël. Israël étant depuis sa création en guerre contre ses voisins, l'UEFA a interdit à l'équipe d'Israël de jouer ses matchs à domicile en Israël pour les qualifications de l'Euro 2008. Israël jouait donc ses matchs à Chypre.